# 齐乃贵
齐乃贵（1947年7月—），男，山东昌邑人，中华人民共和国政治人物，曾任潍坊市人民政府市长，山东省总工会主席，山东省政协副主席。